# Ioana Țigănașu
Ioana Diana Țigănașu (* 16. Januar 2000 in Piatra Neamț) ist eine rumänische Leichtathletin, die sich auf den Diskuswurf spezialisiert hat, aber auch im Kugelstoßen an den Start geht.

## Sportliche Laufbahn
Erste Erfahrungen auf Wettkämpfen internationaler Ebene sammelte Ioana Țigănașu beim Europäischen Olympischen Jugendfestival (EYOF) 2015 in Tiflis und belegte dort mit 13,93 m den zehnten Platz im Kugelstoßen und schied mit dem Diskus mit 39,44 m in der Qualifikation aus. Im Jahr darauf wurde sie bei den erstmals ausgetragenen Jugendeuropameisterschaften ebendort mit 15,53 m mit der leichteren 3-kg-Kugel erneut Zehnte und verpasste mit dem leichten Diskus mit 43,39 m den Finaleinzug. 2017 belegte sie bei den U18-Weltmeisterschaften in Nairobi mit 44,63 m den neunten Platz im Diskuswurf und erreichte im Kugelstoßen mit 14,38 m Rang 13. Anschließend schied sie bei den U20-Europameisterschaften in Grosseto mit 13,57 m in der Vorrunde im Kugelstoßen aus und verpasste auch mit dem Diskus mit 45,17 m den Finaleinzug. Auch bei den U20-Weltmeisterschaften im Jahr darauf in Tampere schied sie im Diskuswurf mit 45,18 m in der Vorrunde aus und belegte anschließend mit 42,55 m den sechsten Platz bei den Balkan-Meisterschaften in Stara Sagora. 2019 brachte sie bei den U20-Europameisterschaften in Borås im Kugelstoßen keinen gültigen Versuch zustande und mit dem Diskus schied sie mit 45,83 m in der Qualifikationsrunde aus. 2020 gewann sie bei den Balkan-Meisterschaften im heimischen Cluj-Napoca mit 14,08 m die Silbermedaille im Kugelstoßen und im Jahr darauf wurde sie bei den Balkan-Meisterschaften in Smederevo mit 13,93 m Vierte mit der Kugel und erreichte mit 49,46 m Rang sechs im Diskusbewerb. Anschließend schied sie in beiden Disziplinen bei den U23-Europameisterschaften in Tallinn in der Vorrunde aus. 2022 gelangte sie bei den Balkan-Hallenmeisterschaften in Istanbul mit 14,22 m auf Rang sechs im Kugelstoßen und im Juni wurde sie bei den Freiluftmeisterschaften in Craiova mit 13,38 m Sechste im Kugelstoßen und gelangte mit dem Diskus mit 42,41 m auf Rang zwölf.
In den Jahren 2017 und 2021 wurde Țigănașu rumänische Meisterin im Diskuswurf. Zudem wurde sie 2022 und 2023 Hallenmeisterin im Kugelstoßen.

## Persönliche Bestleistungen
- Kugelstoßen: 14,65 m, 27. Mai 2017 in Bukarest
  - Kugelstoßen (Halle): 14,72 m, 3. Februar 2018 in Bukarest
- Diskuswurf: 49,90 m, 1. Juli 2017 in Pitești